# کلیسای جامع اوپسالا
کلیسای جامع اوپسالا (سوئدی: Uppsala domkyrka) یک کلیسای جامع در شهر اوپسالا، سوئد است.
این کلیسا که در سال ۱۲۵۸ میلادی ساخته شده دارای ۱۱۹ متر طول و ۴۵ متر عرض دارد دارای ۲ برج و ۳ مناره به ارتفاع ۱۱۹ متر است.

## نگارخانه

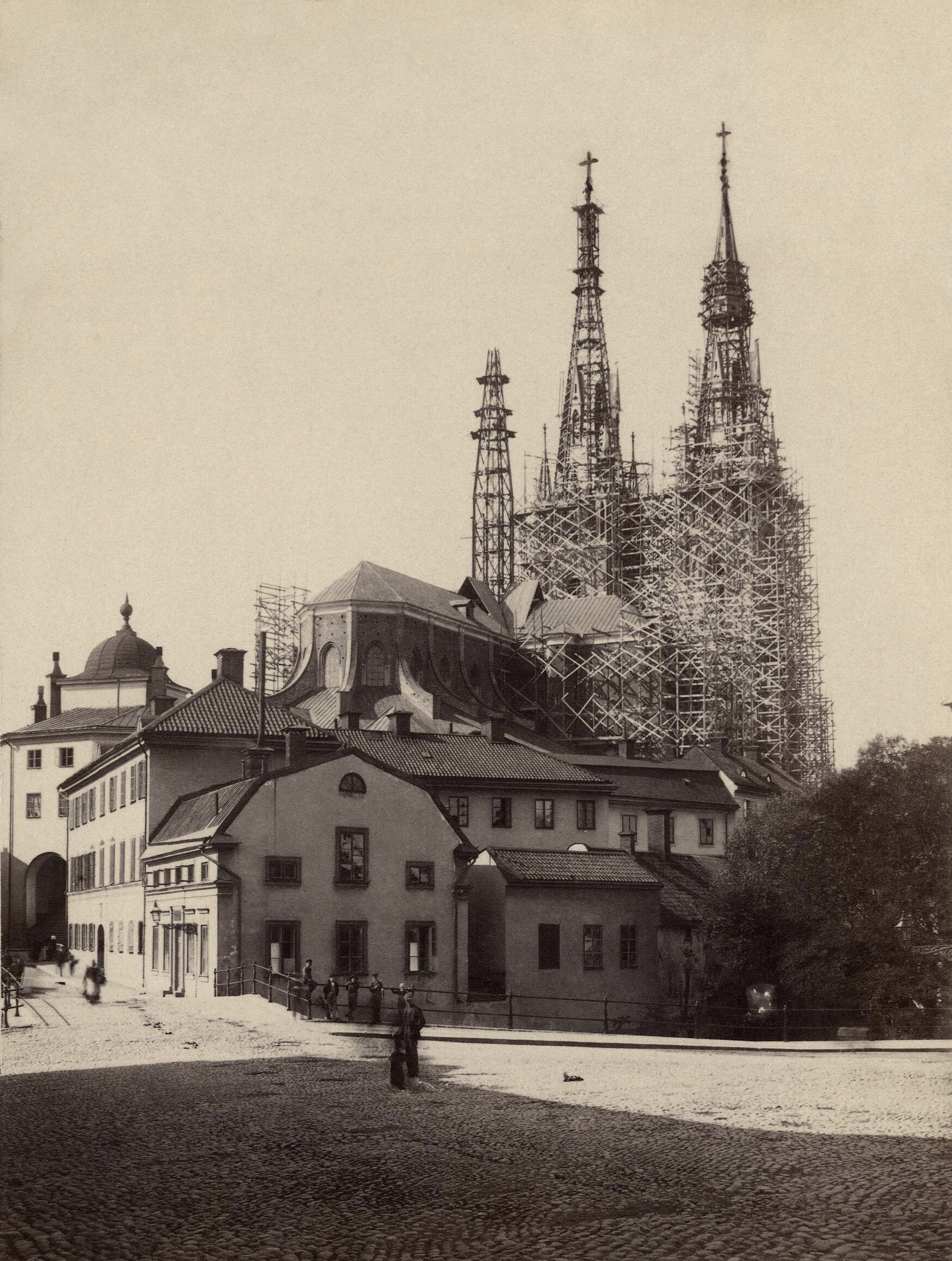
۱۸۸۹
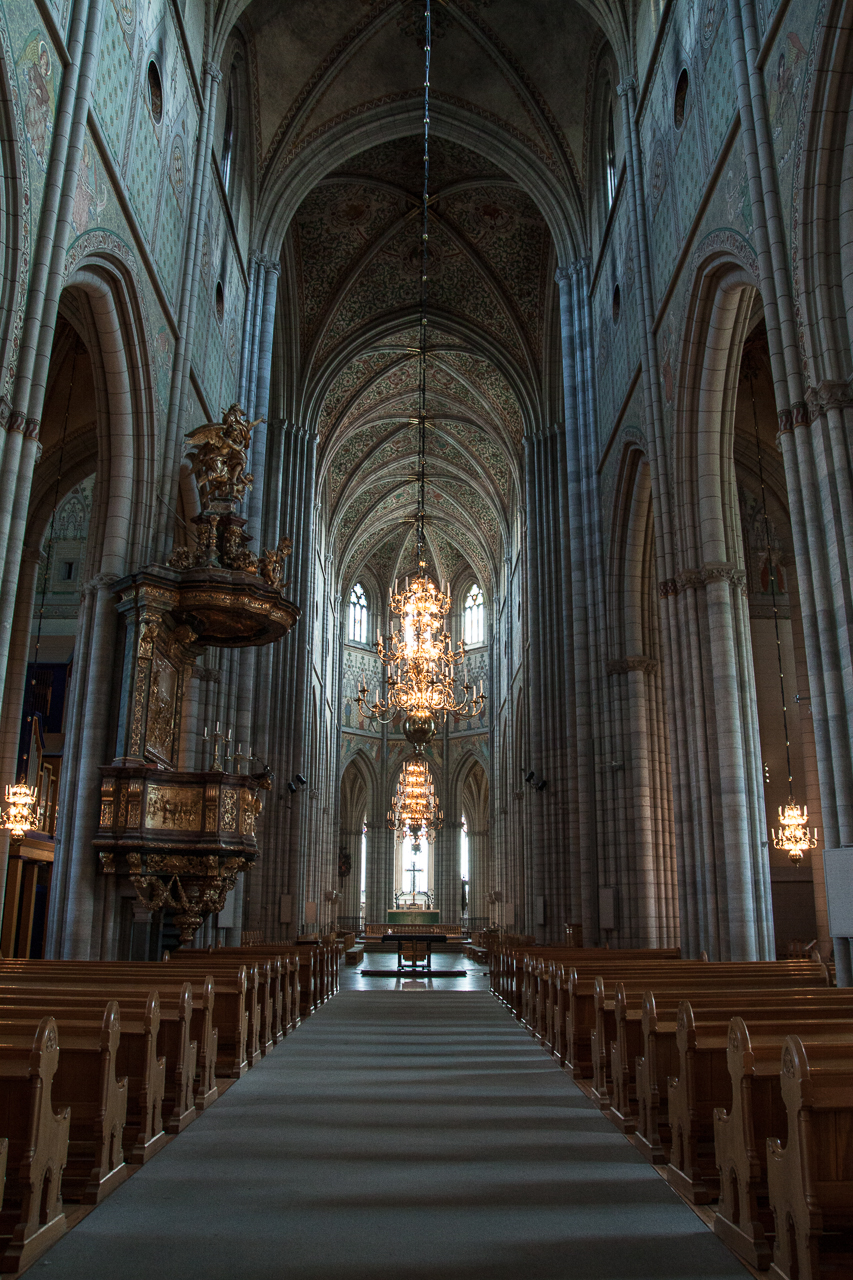
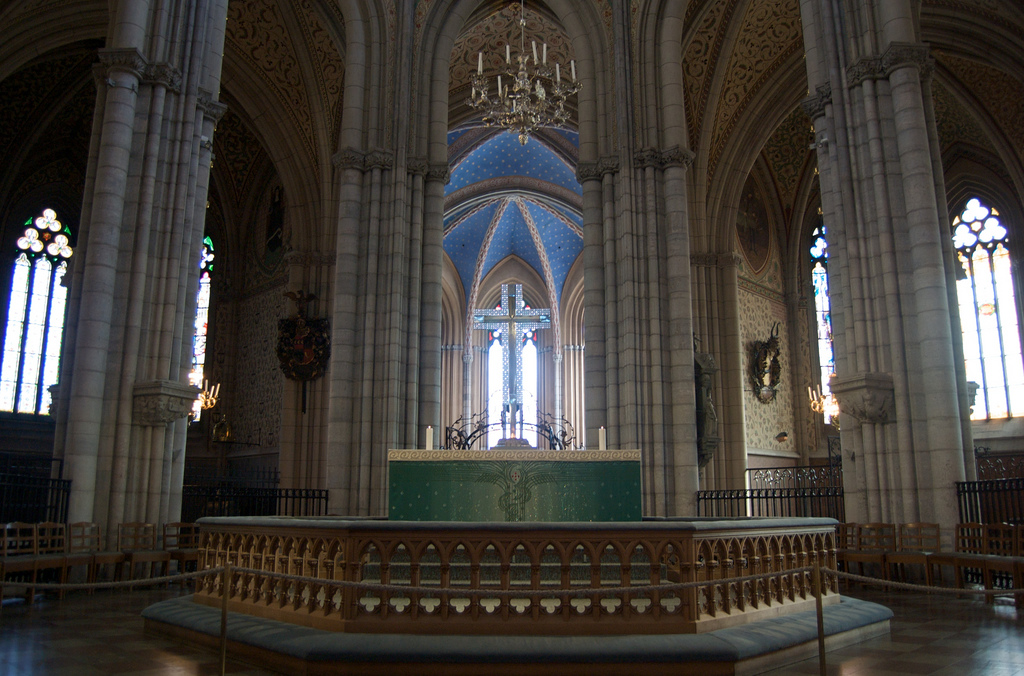
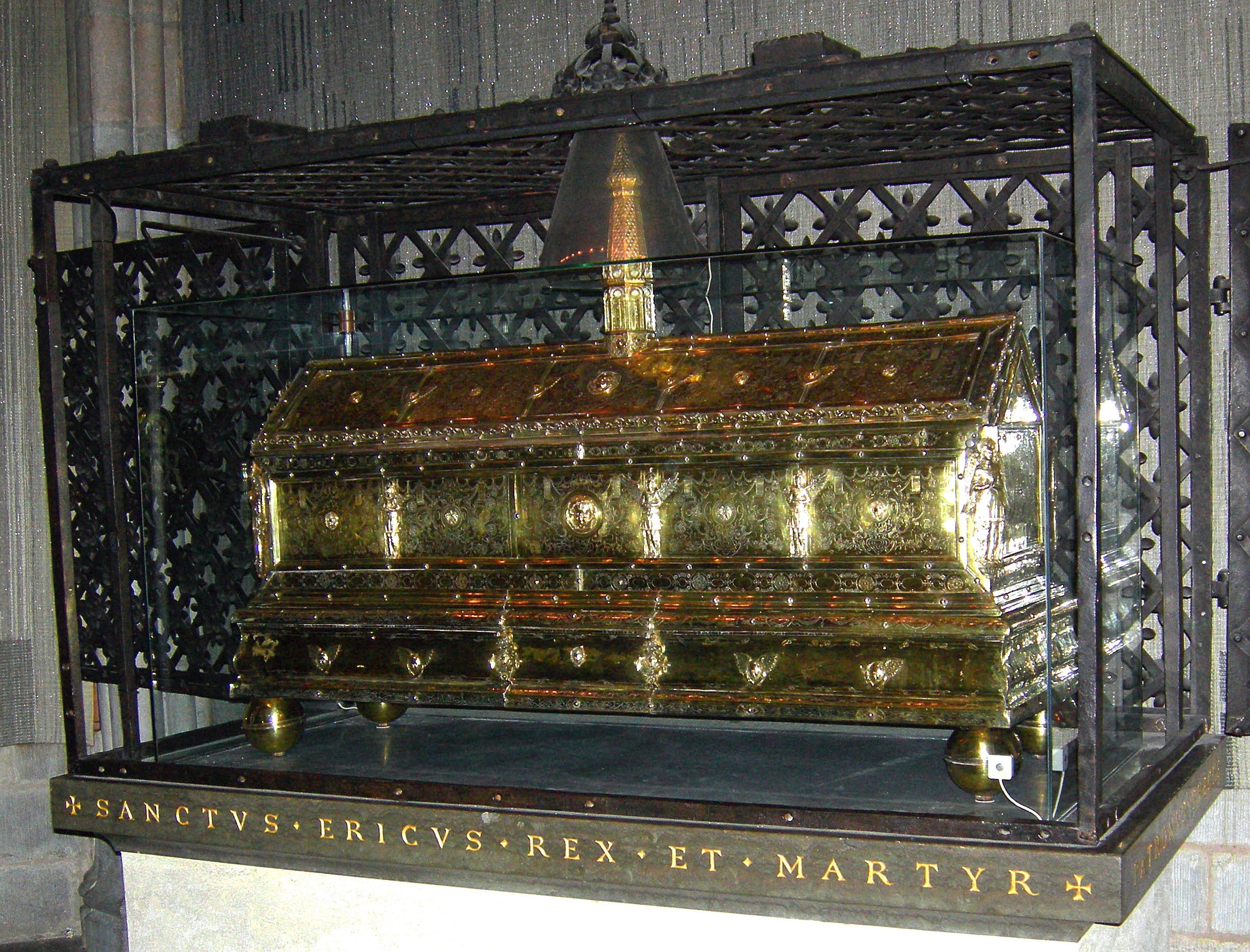
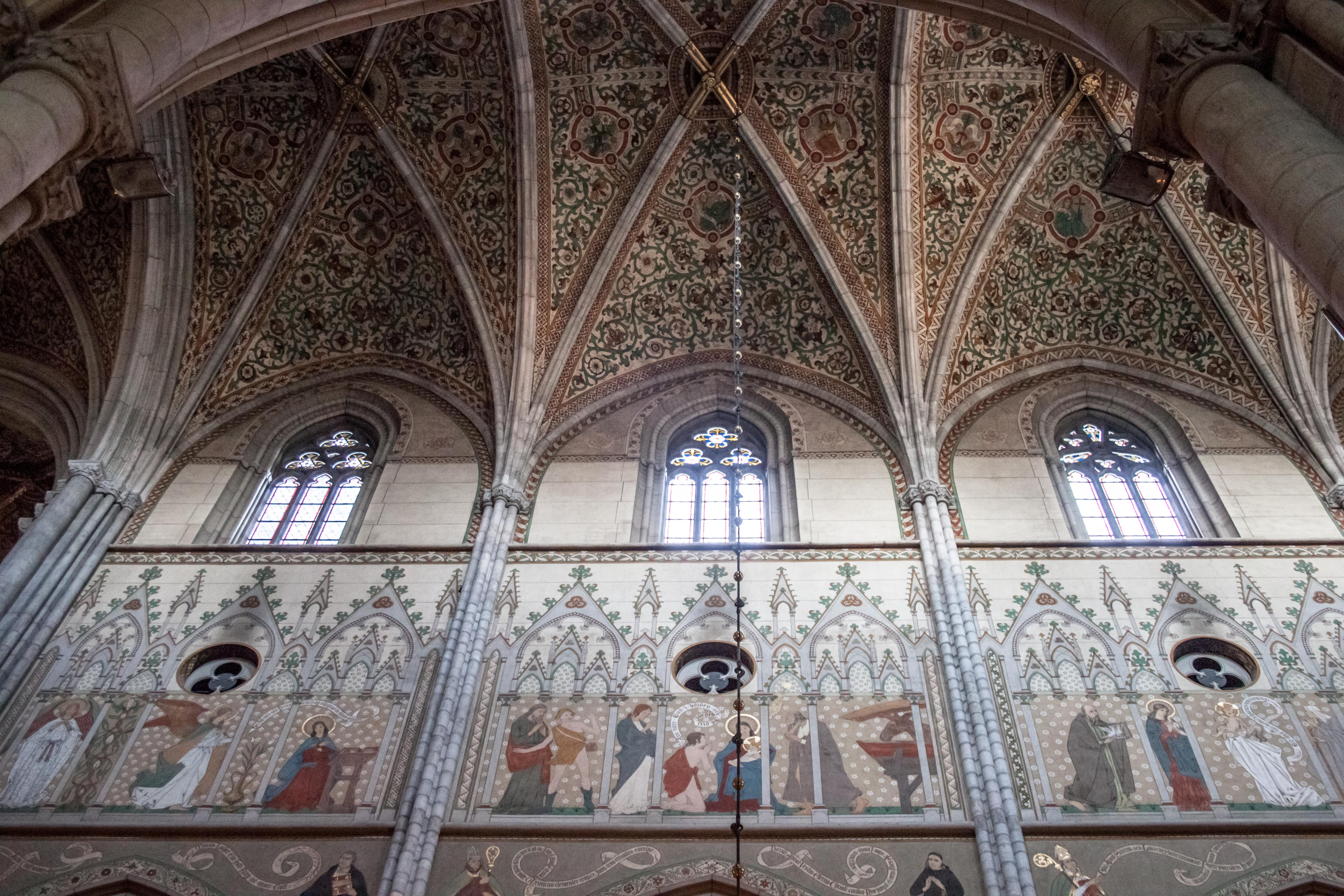